# زولتان لوای
زولتان لوای (به انگلیسی: Zoltán Lévai،  زادهٔ ۳۰ ژانویهٔ ۱۹۹۶) یک کشتی‌گیر فرنگی‌کار اهل کشور مجارستان است. وی سابقه حضور در المپیک ۲۰۲۴ پاریس را دارد. 
از افتخارات وی می‌توان به کسب مدال نقره قهرمانی کشتی جهان ۲۰۲۲ اشاره کرد.

## فعالیت حرفه‌ای

### قهرمانی کشتی جهان ۲۰۲۲
لوای در وزن ۷۷ کیلوگرم کشتی فرنگی قهرمانی کشتی جهان ۲۰۲۲ بلگراد شرکت کرد، او در این مسابقات مالخاس آمویان از ارمنستان، لوری لومادزه از گرجستان، آلبین اولوفسون از سوئد، تامرلان شادوکایف از قزاقستان و ویکتور نمس از صربستان را شکست داد و به فینال رسید. وی در دیدار نهایی به آکژول محموداف از قرقیزستان باخت و به مدال نقره رسید.